# Arroyo Cuay Grande
Arroyo Cuay Grande är ett periodiskt  vattendrag  i Argentina.   Det ligger i provinsen Corrientes, i den nordöstra delen av landet, 700 kilometer norr om huvudstaden Buenos Aires.
Omgivningen kring Arroyo Cuay Grande består i huvudsak av gräsmarker och området är  ganska glesbefolkat, med 21 invånare per kvadratkilometer.